# Charles West Cope
Pour les articles homonymes, voir Cope.
Charles West Cope, né le 28 juillet 1811 à Leeds (Yorkshire, Angleterre) et mort le 21 août 1890 à Bournemouth, est un peintre et graveur britannique.

## Biographie
Il fonde en 1838 The Etching Club, un club d'aquafortistes anglais.
Il devient membre de la Royal Academy à partir de 1848.
Il a un fils, Arthur Stockdale Cope, également peintre.

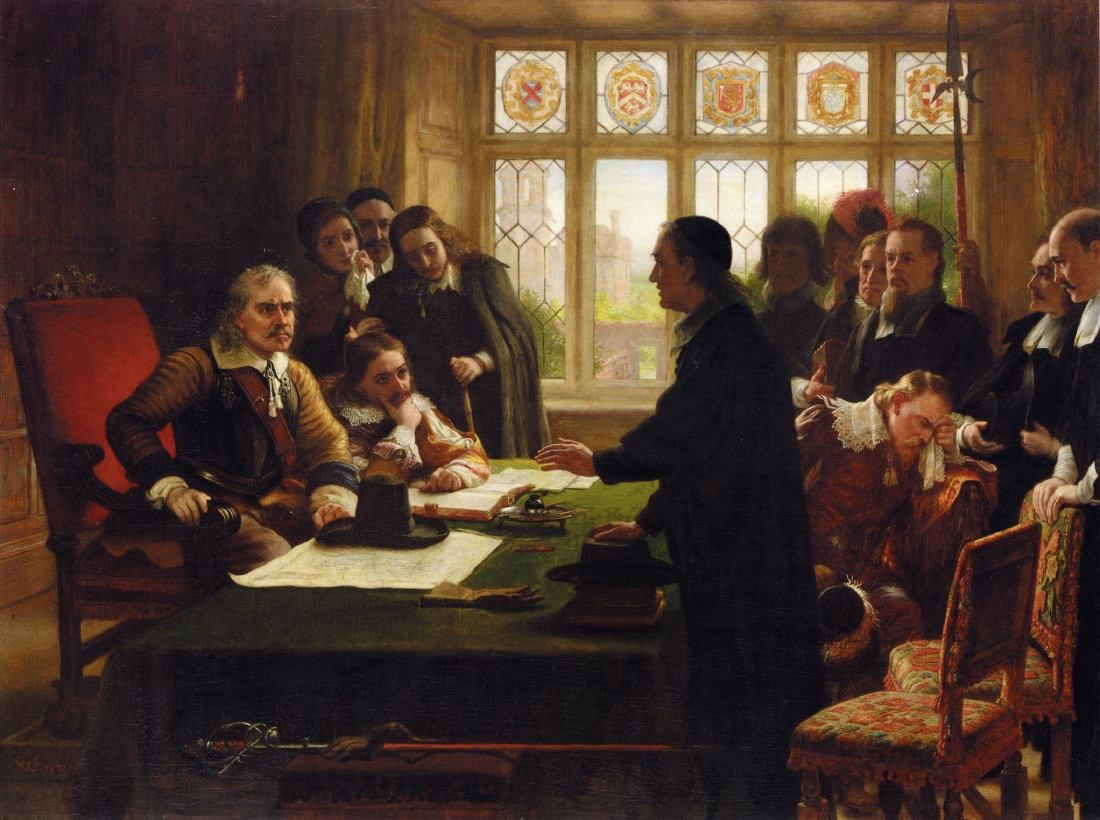
Cromwell recevant une délégation demandant l'assistance des protestants suisses.

## Œuvres
Son œuvre se compose de toiles représentant des scènes historiques ou dramatiques, ainsi que d'eaux-fortes.
- Breakfast time, morning games, exposé à la Royal Academy en 1857[1]